# اچ‌ام‌سی‌اس داوسون (کی۱۰۴)
اچ‌ام‌سی‌اس داوسون (کی۱۰۴) (به انگلیسی: HMCS Dawson (K104)) یک کشتی بود که طول آن ۲۰۵ فوت (۶۲٫۴۸ متر) بود. این کشتی در سال ۱۹۴۱ ساخته شد.